# エレクトリック (ケイティ・ペリーの曲)
「エレクトリック」（Electric）は、アメリカの歌手・ケイティ・ペリーが、2021年5月14日にキャピトル・レコードから、『Pokémon 25: ザ・アルバム』のセカンドシングルとして発売した楽曲。ペリー、ジョン・ベリオン、ルーカス・マルクス、オリバー・ピーターホフ、レイチェル・カナー、アル・カルデロン、ブルース・ウィーグナー、ザ・モンスターズ・アンド・ザ・ストレンジャーズのジョーダン・ジョンソンとステファン・ジョンソンによって書かれたエレクトロ・ポップバラードで、プロデュースは後者の3人とジャーマンによって行われた。
ミュージックビデオの監督はカルロス・ロペス・エストラーダ。ビデオ内ではペリーとピカチュウが、若いころの自分たちを援助している。若いころのペリーはマイリ・アスペン・カプートが演じている。商業的には、「エレクトリック」は大きな成功はせず、ビルボード発行のCanadian Hot 100とGlobal 200の低い順位にチャートインした。アメリカとドイツでもデジタルチャートにチャートインしている。

## 背景と構成

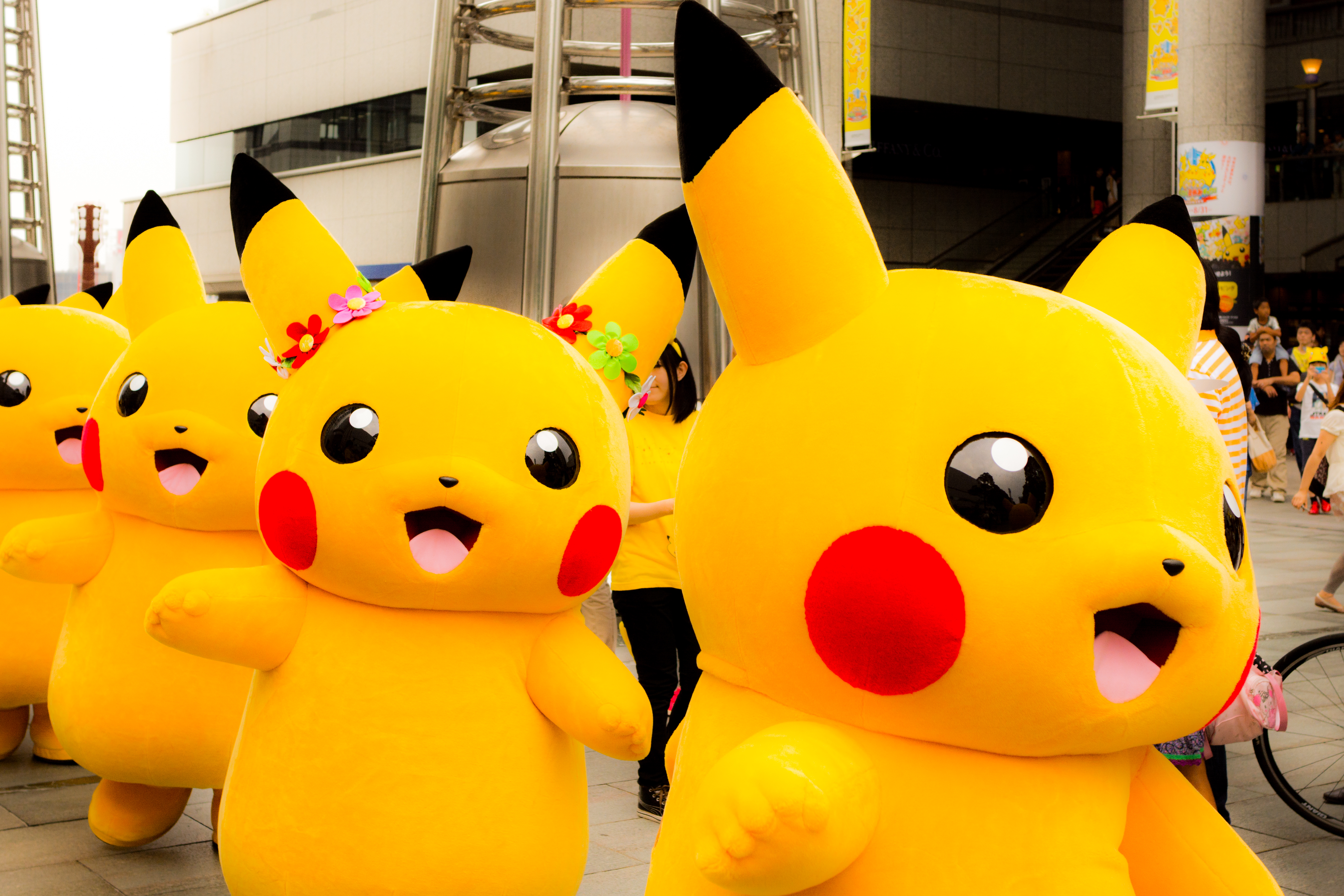
ピカチュウ

2021年1月13日、日本のメディアミックス「ポケットモンスター」シリーズ25周年の記念でペリーと音楽コラボを行うことが発表された。自分自身を「生涯のポケモンファン」と説明したペリーは、「この未知の瞬間に頼りになる場所やキャラクター、制度や人があって、私がその中の1人になれたらいいなと思います。それが私が個人的に願うことであり、このコラボレーションに関与することでさえそうです。」と語った。2021年5月10日、ペリーはシングルのタイトルとリリース日をソーシャルメディアを通して公式に発表した。

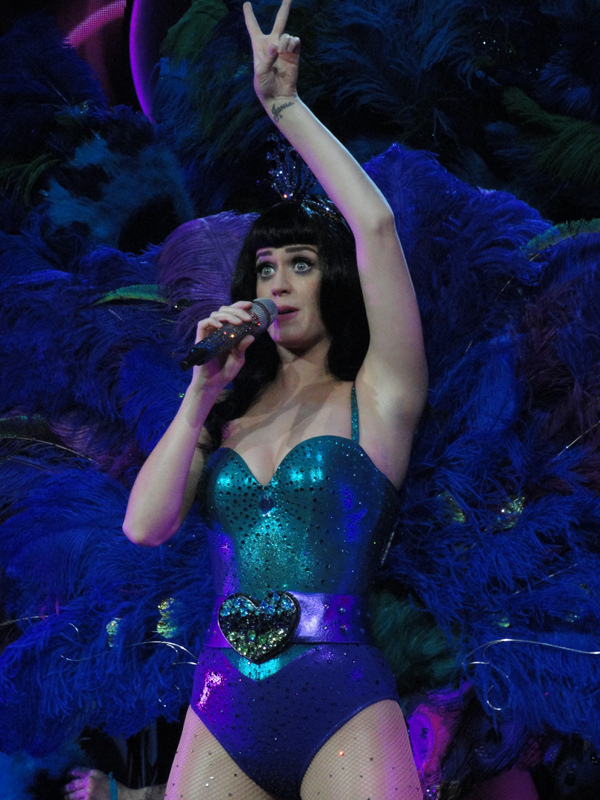
ケイティ・ペリー

ペリーはエンパワーメント・アンセムを書くように依頼されており、曲作りに関する自分の哲学を「心の痛い曲やセクシーな曲、またはその組み合わせばかり書く人もいます。そして私の道は『あなたならできる、自分の光に火を灯して』という元気の出させ方です。全ては自分の中にある、それは私が大好きな言葉です。」とのちにMTVで語った。「エレクトリック」はハ長調で構成されたエレクトロポップバラードである。仲間の力を借りて人生の目標を達成した後の喜びが語られている。曲はペリー、ジョン・ベリオン、ルーカス・マルクス、オリバー・ピーターホフ、レイチェル・カナー、ブルース・ウィーグナー、ジョーダン・ジョンソン、ステファン・ジョンソンによって書かれている。ザ・モンスターズ・アンド・ザ・ストレンジャーズ、ウィーグナー、ジャーマンによってプロデュースされている。ペリーのボーカルはG3からD5に及ぶ。

## リリースとプロモーション
「エレクトリック」は2021年5月14日に、デジタル・ダウンロードおよびストリーミングで発売された。イタリアのラジオでも同日にリリースされた。『Pokémon 25: ザ・アルバム』ではポスト・マローンによる「オンリー・ワナ・ビー・ウィズ・ユー」のカバーに次ぐ2番目のシングル。
「エレクトリック」のCDシングルは6月25日に発売され、「Pokémon 25」の公式サイトで購入できる。
同ページでは、シングルの関連商品も同じく売られている。
それに加え、「エレクトリック」は2021年のNetflix映画『ヒーズ・オール・ザット』のサウンドトラックに収録されている。

## 評価
ヴァルチャーのハレ・キーファーは「『ロアー〜最強ガール宣言!』と『ファイアーワーク』のよく踏まれた足跡をたどっている」と語り、これら3曲を「感情を揺さぶるポップバラード」と説明している。ビルボード誌のスタッフレビューによると、この曲は「ペリーがアンセミックポップに回帰した」と書かれている。ユニバーサルミュージックポーランドが出版した記事によると、この曲は「タイトルと同じように、（リスナーは）すぐにポジティブなエネルギーを充電できる」と記者は述べている。

## チャート成績
アメリカでは、「エレクトリック」はビルボードのDigital Song Salesで初週25位を記録した。一方、Canadian Hot 100では97位、Global 200では120位、Global 200 Excluding U.S.では112位が最高順位となった。ラテンアメリカでは、エクアドル、エルサルバドル、パナマ、ウルグアイの英語チャートで20位以内にチャートインした。オフィシャル・チャート・カンパニーのジャック・ホワイトは、「エレクトリック」を、エド・シーランやオリヴィア・ロドリゴ、カーディ・B、コールドプレイの楽曲とともに、CDシングルの売上を前年比で20パーセント押し上げた要因となる曲の1つとして挙げている。

## ミュージックビデオ

### 制作とリリース
ミュージックビデオは、メキシコ系アメリカ人の映画監督カルロス・ロペス・エストラーダが監督し、エストラーダとダグ・クリンガーとペリーが脚本を書き、クリンガーはエグゼクティブプロデューサーも担当し、サンティアゴ・ゴンザレスが撮影監督を務めている。撮影はハワイ・オアフ島のダイヤモンドヘッド灯台やクアロア・ランチで撮影された。アメリカ沿岸警備隊は島内での撮影を承認した。MTVでのインタビューでペリーは、ミュージックビデオの背景のひとつは「本名キャサリン・ハドソンの10代のアーティストとして、自分がどんなふうになりたいかを考えていたころのことを思い出させる」ことだと語っている。また、ビデオのロケ地としてハワイを選んだ理由として、「緑豊かで自然主義的である完璧な環境を提供してくれたから」と付け加えている。撮影は1日12時間で2日間掛けて行われた。
撮影前に制作陣は「ギターが弾ける金髪碧眼の少女」を探していた。マイリ・アスペン・カプートが最終的に、ペリーの若いころを演じることになった。カプートは、自身の母が撮影チームから電話を受け取った後、髪の色を変えてミュージックビデオに出演したと語っている。雑誌『MidWeek』でのインタビューで、カプートは撮影セットの中にいるのは「楽しい」と答えた。MTVでのインタビューでペリーは「（カプートが）髪をピッグテールにしていると自分が演奏している動画と同一人物に見える」と付け加えた。

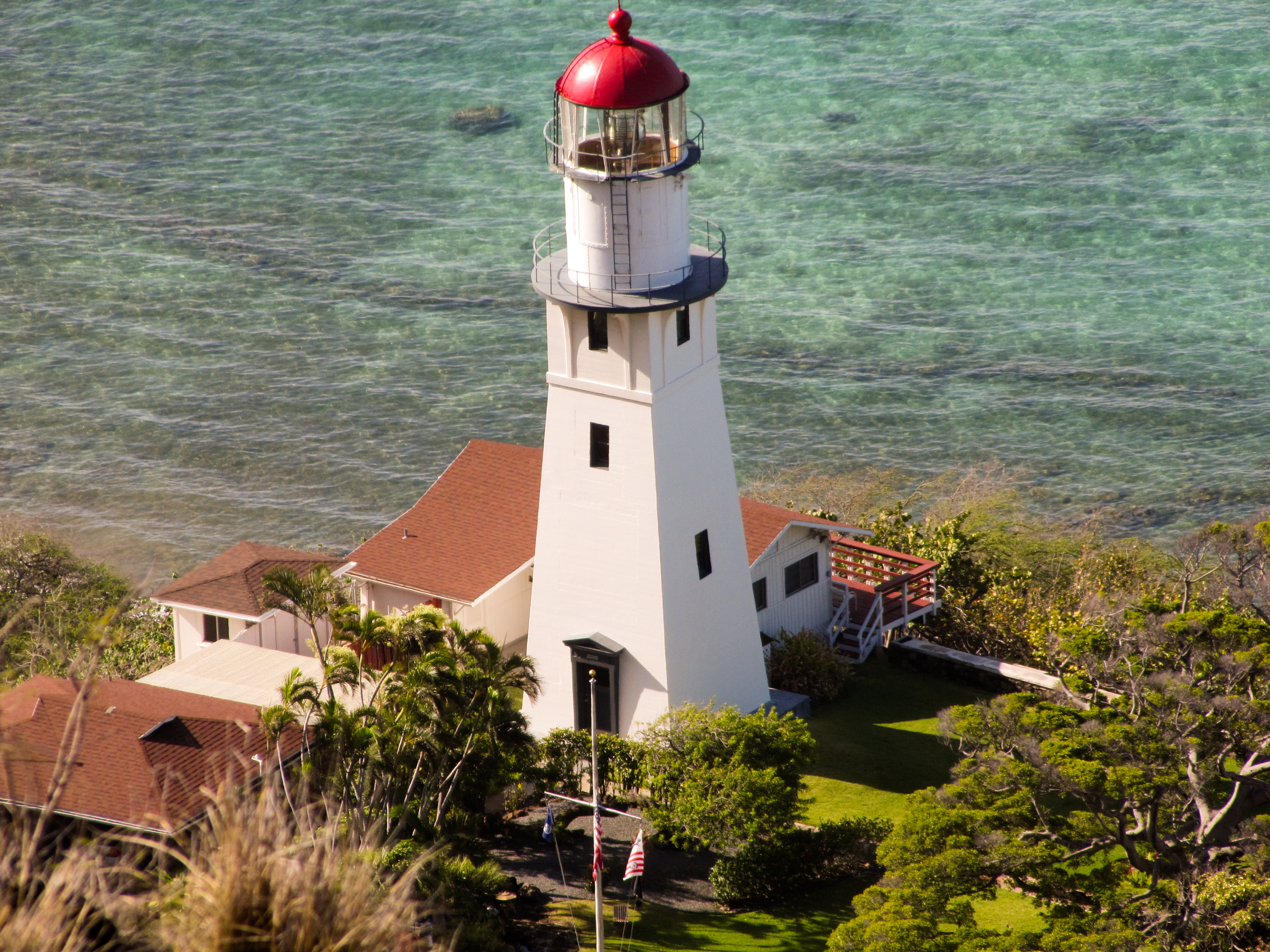
ミュージックビデオはダイヤモンドヘッド灯台からスタートする。

グッド・モーニング・アメリカは「エレクトリック」の32秒の予告動画を2021年5月13日に共有し、フルバージョンは翌日に公開した。撮影の舞台裏の動画はペリーの公式YouTubeチャンネルで2021年6月7日に公開された。

### あらすじと評価
ビデオはペリーとピカチュウがハワイをぶらつくところから始まる。2人はダイヤモンドヘッド灯台で立ち止まり、時を遡る。彼女たちはファーマーズマーケットで演奏する若いころの自分たちに遭遇する。年上のペリーは市場を微妙にコントロールして、若いころの自分が自分のスタイルの音楽を見つけるのを手伝う。その後彼女は若いころの自分に、島で行われるタレントコンペティションに参加するように勧める。ビデオの終盤では、成長したペリーとピカチュウが群衆から見守る中、若いペリーは初のクラブパフォーマンスを終える。
エンターテインメント・ウィークリーのジョーイ・ノルフィとピュアチャートのヨハン・リュエルはミュージックビデオを「愛らしい」と説明した。ヴァルチャーのハレ・キーファーはピチューがこのビデオのハイライトだと述べている。MTVのパトリック・ホスケンは「曲と同じくらいの広さのロケ地が必要だった」の記述している。

## クレジット

### 楽曲のクレジット
TIDALおよびCDシングルによる。
出版とレコーディング
- 出版 – When I'm Rich You'll Be My Bitch/WB Music Corp/Songs Of A Beautiful Mind/Art In The Fodder Music/BMG Chrysalis/Kobalt Music Copyrights SARL/1916 Publishing/BBMG Music/Kobalt Songs Music Publishing（英語版）/BMG Platinum Songs/R8D Music/Songs of BBMG Publishing/Bruce Weigner publishing designee/Lucas Marx Music
- 録音 – アンサブスタジオ（カリフォルニア州ロサンゼルス）、シークレットガーデンスタジオ（カリフォルニア州サンタバーバラ）
- ミックス – ミックススタースタジオ（バージニア州バージニアビーチ）
- マスター – マスタリングパレス（ニューヨーク州ニューヨーク）

個人
- ケイティ・ペリー – ボーカル、ソングライティング
- ブルース・ウィーグナー – ソングライティング、プロダクション、共同プロダクション、プログラミング
- ザ・モンスターズ・アンド・ザ・ストレンジャーズ（英語版） – プロダクション、プログラミング
  - ジョーダン・ジョンソン – ソングライティング
  - ステファン・ジョンソン – ソングライティング
- ジャーマン – プロダクション、プログラミング
- バート・スクーデル – ボーカルプロダクション、プログラミング
- ジョン・ベリオン（英語版） – ソングライティング
- ルーカス・マルクス – ソングライティング
- オリバー・ピーターホフ – ソングライティング
- レイチェル・カナー – ソングライティング
- レイチェル・フィンドレン – エンジニアリング、レコーディング、スタジオパーソナル
- シェルバン・ゲネア – ミキシング、スタジオパーソナル
- ジョン・ヘイネス – ミキシングエンジニアリング
- デイビット・カッチ – マスタリング

### ミュージックビデオのクレジット
クレジットはミュージックビデオのプロモーションポスターをもとにしている。
- カルロス・ロペス・エストラーダ（英語版） – 脚本、監督
- ダグ・クリンガー – 脚本、エグゼクティブプロダクション
- ケイティ・ペリー – 脚本、主演
- ニコール・ジョーダン・ウェッバー – プロダクション
- アンドリュー・チェンニージ – プロダクション
- ユセフ・チャバイタ – プロダクション
- マーベリックメディア – アニメーション
- タルガ・サヒョン – コミッション
- アンナ・ハインリッヒ – プロダクション長
- バンス・ロレンシーニ（英語版） – プロダクションデザイナー
- サンティアゴ・ゴンザレス – 撮影監督
- ジュリアン・コナー – ポストプロダクション
- キャミ・スタークマン – 編集
- マイリ・アスペン・カプート – 主演

## チャート
| チャート（2021年）                           | 最高順位 |
| -------------------------------------------- | -------- |
| カナダ (Canadian Hot 100)                    | 97       |
| チェコ (Rádio Top 100)                       | 15       |
| エクアドル (Monitor Latino)                  | 15       |
| エルサルバドル (Monitor Latino)              | 20       |
| ドイツ ダウンロード (Official German Charts) | 33       |
| Global 200 (Billboard)                       | 120      |
| 日本 Hot Overseas (Billboard Japan)          | 1        |
| ラトビア (European Hit Radio)                | 33       |
| メキシコ エアプレイ (Billboard)              | 45       |
| ニュージーランド Hot Singles (RMNZ)          | 19       |
| パナマ (Monitor Latino)                      | 8        |
| ウルグアイ (Monitor Latino)                  | 15       |
| アメリカ Digital Song Sales (Billboard)      | 25       |

## リリース日
| 地域     | 発売日        | 規格                                | レーベル     | 出典   |
| -------- | ------------- | ----------------------------------- | ------------ | ------ |
| 多数     | 2021年5月14日 | デジタルダウンロード ストリーミング | キャピトル   | [ 15 ] |
| イタリア | 2021年5月14日 | ラジオエアプレイ                    | ユニバーサル | [ 16 ] |
| 多数     | 2021年6月25日 | CD                                  | キャピトル   | [ 18 ] |